# 陈连村
陈连村（1926年—2021年6月30日），女，海南保亭人，黎族，日本慰安妇制度受害者。

## 生平
1926年，生于今海南省保亭黎族苗族自治县。1940年，14岁被日军抓至保亭县加茂镇修路架桥、做苦力。16岁时被日军强抓至部队营地，白天洗衣做饭，晚上被强奸。不久因身体不堪蹂躏而病重，于是家人将她救出，但是病愈后又被日军抓走。直到1945年，抗日战争胜利，日本投降后，陈连村终于过上正常生活，1953年结婚，晚年定居于万宁。但被日军抓走强作慰安妇的经历使其怕黑、恐高、怕声音大。
2006年4月，在志愿者的帮助下，三亚市残联眼科医院免费为陈连村的左眼施行了白内障手术，让陈连村得以重见光明。2016年10月22日，陈连村同李容洙一起出席了中国慰安妇历史博物馆的开馆仪式，并为上海师范大学内的中韩慰安妇和平少女像揭幕。2016年12月13日，出席了首部慰安妇题材电视连续剧《地狱中的女人》的拍摄启动仪式。2017年，参与有巨大社会影响的纪录电影《二十二》的拍摄。2017年，黄有良、陈亚扁、林亚金等8名来自海南的慰安妇制度受害幸存者于2001年起诉日本政府中的最后一名离世，陈连村继续为他们申诉，要求日本政府谢罪以恢复她们的名誉。2017年12月18日，包括陈连村在内的17人向中国外交部递交了外交保护请求书，请求中国政府行使外交保护权，为民间战争受害者讨还公道，要求日本政府尽快公开向受害者及其遗属谢罪、赔偿。2018年3月，陈连村在苏智良、陈厚志等人的陪同下，作为来自中国的受害者代表，出席在首尔举办的要求日本解决慰安妇问题的国际活动。2020年12月，陈连村老人因病住院。
2021年6月30日凌晨5时许，陈连村逝世于万宁，享耆壽95岁。

## 家庭生活
其丈夫为汉族，是从万宁来保亭宣传共产党政策的工作人员，两人在保亭相识后，于1953年结婚。在婚后很久后，陈连村向其丈夫讲述了自己的遭遇，但其丈夫并不因此有偏见。陈连村曾说：“这个人很好，我以前受过那么多苦，就是这个男人才能包容我。”
两人育有4个子女。